# أس أم أس هانوفر
أس أم أس هانوفر  («سفينة صاحب الجلالة هانوفر») الثانية من خمس سفن Deutschland-فئة ما قبل-دريدنوت للبحرية الإمبراطورية الألمانية ( كايزرليش مارين ). اختلفت هانوفر والسفن الثلاث التي تم بناؤها لاحقًا اختلافًا طفيفًا عن السفينة الرائدة Deutschland في أنظمة الدفع الخاصة بها والدروع الأكثر سماكة قليلاً. تم وضع هانوفر في نوفمبر 1904، وتم إطلاقها في مايو 1905، وتم تتجهيزها في أسطول أعالي البحار في أكتوبر 1907. كانت السفينة مسلحة ببطارية من مدافع من عيار <span about="#mwt16" data-cx="[{&quot;adapted&quot;:true,&quot;partial&quot;:false,&quot;targetExists&quot;:true}]" data-mw="{&quot;parts&quot;:[{&quot;template&quot;:{&quot;target&quot;:{&quot;wt&quot;:&quot;حول&quot;,&quot;href&quot;:&quot;./قالب:حول&quot;},&quot;params&quot;:{&quot;1&quot;:{&quot;wt&quot;:&quot;28&quot;},&quot;2&quot;:{&quot;wt&quot;:&quot;cm&quot;},&quot;3&quot;:{&quot;wt&quot;:&quot;in&quot;}},&quot;i&quot;:0}}]}" data-ve-no-generated-contents="true" id="mwGA" typeof="mw:Transclusion">28</span> وبلغت السرعة القصوى 18 عقدة (33 كم/س؛ 21 ميل/س). كان هذه الفئة قد عفا عليها الزمن بالفعل في الوقت الذي دخلت فيه الخدمة، حيث كانت أقل من حيث الحجم والدروع وقوة النيران والسرعة مقارنة بالسفينة الحربية البريطانية الجديدة أتش أم أس Dreadnought.
شهدت هانوفر وشقيقاتها خدمة واسعة في الأسطول. شاركت السفينة في جميع مناورات التدريب الرئيسية حتى اندلعت الحرب العالمية الأولى في يوليو 1914. تم إوكال هانوفر وأخواتها على الفور بالقيام بواجبات الحراسة عند مصب نهر إلب بينما تم تعبئة باقي الأسطول. تم الاستغناء عنها في ديسمبر 1918، بعد وقت قصير من انتهاء الحرب.

## الخدمات

### خدمة ما بعد الحرب
بعد الهزيمة الألمانية في الحرب العالمية الأولى، أعيد تنظيم البحرية الألمانية باسم الرايخ مارين وفقًا لمعاهدة فرساي. تم السماح للبحرية الجديدة بالاحتفاظ بثماني سفن حربية قبل المدرعة بموجب المادة 181  –  اثنان منها سيكون في الاحتياطي  –  للدفاع الساحلي.  هذا بلغ ثلاث سفن حربية من دويتشلاند - هانوفر، شليسفيغ هولشتاين، وشليسيان.  –  وكذلك خمس سفن حربية من طراز براونشفايغ.  تم تحديث هانوفر بين عامي 1920 و1921 لإعدادها للخدمة النشطة مع الأسطول. 

## الحواشي

### اقتباسات
1. ↑  Gardiner & Chesneau.
2. ↑  Williamson.
3. ↑  Hildebrand, Röhr, & Steinmetz.